# ウェズレイ・フランカ
ウェズレイ・ヴィニシウス・フランカ・リマ（Wesley Vinícius França Lima, 2003年9月6日 - ）は、ブラジルのマラニョン州アサイランディア出身のプロサッカー選手。セリエAのASローマ所属。ポジションはディフェンダー。ブラジル代表。

## クラブ経歴

### 生い立ち
マラニョン州内陸部のアサイアランジアで生まれ、1歳の時に家族とともにフロリアノーポリスへ移住した。その後、8歳でサッカースクールに通い始め、フィゲイレンセFCのトライアウトに挑戦したが12歳から13歳までの間に3回失敗した。さらに、サンタカタリーナ州内陸部のアトレチコ・トゥバロンのトライアウトにも挑戦するもここでも落選。それから1年間、代理人と練習を続け再びフィゲイレンセのトライアウトに挑戦し、2018年の初めに合格するもレギュラーに定着できずアヴァイFCに短期間在籍。年の半ばにはトゥバロンに加入した。けれども、COVID-19の流行が起こった影響で全ての試合が中断されたことで引退を考えるようになり、家族にもサッカーをやめて働きたいとすら伝えた。
僕はサッカーをやめて働くと言いました。母は料理長で、大きな駐車場のあるレストランで働いていたので、そこで手伝っていました。16歳のときにはフラネリーニャ（車の駐車案内や見張り、ガラス拭きなどをする駐車アテンダント）をしていたんです。ほかの仕事のアテはありませんでした。
トゥバロンでプロチーム入りを果たすと、2021年のカンピオナート・カタリネンセではチーム全体の成績こそ振るわなかったがウェズレイ個人は頭角を現し、元CRフラメンゴの選手で代理人のサヴィオの仲介でフラメンゴの入団テストを受ける機会を得た

### フラメンゴ
2021年にCRフラメンゴへ加入し、最初に所属したユースチームですぐに才能は認められ、U-20チームの中心選手になった。数ヶ月のうちにトップチームに招集され、わずか18歳で12月9日のアトレチコ・ゴイアニエンセ戦で初出場した。
2023年シーズンには、ギジェルモ・バレラとマテウジーニョの負傷によりフラメンゴのファーストチームに出場する機会を与えられると好パフォーマンスを発揮し、彼らが復帰した後もスターティングメンバーとしての地位を固めフラメンゴのキープレーヤーの1人になった。ボールを前進させ、頻繁にサイドを駆け上がりクロスを上げるプレースタイルによって着実に評価を高め、次第に同郷のカフーやイングランドのトレント・アレクサンダー＝アーノルドとも比較されるようになった。
7月23日、移籍前最後の試合となったレッドブル・ブラガンチーノ戦（2-1）で1ゴールを記録した。

### ローマ
2025年7月28日にセリエAのASローマへ完全移籍し、5年契約を結んだ。

## 代表経歴
2025年3月、2026 FIFAワールドカップ・南米予選のブラジル代表に選出され、コロンビア戦でA代表デビューを果たした。この試合ではコロンビアのルイス・ディアスとマッチアップし、わずか25分間の出場でありながらチーム最多の3回のタックル成功とデュエル勝利回数（6回）を記録した。

## 人物
- フロリアノーポリスで毎年チャリティーマッチを開催し、1t単位の食料寄付を行っている[8]。

## 個人成績

### クラブでの成績
2025年7月29日現在
| クラブ          | シーズン       | リーグ戦              | リーグ戦 | リーグ戦 | 国内カップ戦 | 国内カップ戦 | 国際大会 | 国際大会 | その他 | その他 | 通算 | 通算 |
| クラブ          | シーズン       | ディビジョン          | 出場     | 得点     | 出場         | 得点         | 出場     | 得点     | 出場   | 得点   | 出場 | 得点 |
| --------------- | -------------- | --------------------- | -------- | -------- | ------------ | ------------ | -------- | -------- | ------ | ------ | ---- | ---- |
| U-20 フラメンゴ | 2021           | ブラジレイロU-20      | 2        | 0        | —            | —            | —        | —        | —      | —      | 2    | 0    |
| U-20 フラメンゴ | 2022           | ブラジレイロU-20      | 7        | 1        | 2            | 1            | —        | —        | 3      | 0      | 12   | 2    |
| U-20 フラメンゴ | 2023           | ブラジレイロU-20      | 2        | 0        | —            | —            | —        | —        | —      | —      | 2    | 0    |
| U-20 フラメンゴ | 通算           | 通算                  | 11       | 1        | 2            | 1            | —        | —        | 3      | 0      | 16   | 2    |
| フラメンゴ      | 2021           | ブラジレイロ・セリエA | 1        | 0        | —            | —            | —        | —        | —      | —      | 1    | 0    |
| フラメンゴ      | 2022           | ブラジレイロ・セリエA | 0        | 0        | 0            | 0            | 0        | 0        | 2      | 0      | 2    | 0    |
| フラメンゴ      | 2023           | ブラジレイロ・セリエA | 35       | 1        | 9            | 0            | 7        | 1        | 3      | 0      | 54   | 2    |
| フラメンゴ      | 2024           | ブラジレイロ・セリエA | 31       | 0        | 9            | 0            | 5        | 0        | 6      | 0      | 51   | 0    |
| フラメンゴ      | 2025           | ブラジレイロ・セリエA | 11       | 1        | 1            | 0            | 7        | 0        | 9      | 1      | 28   | 2    |
| フラメンゴ      | 通算           | 通算                  | 78       | 2        | 19           | 0            | 19       | 1        | 20     | 1      | 136  | 4    |
| ASローマ        | 2025-26        | イタリア・セリエA     |          |          |              |              |          |          |        |        |      |      |
| キャリア総通算  | キャリア総通算 | キャリア総通算        | 89       | 3        | 21           | 1            | 19       | 1        | 23     | 1      | 152  | 6    |

1. ↑  U-20全国リーグプレーオフ
2. 1 2 3  カンピオナート・カリオカ
3. 1 2  コパ・リベルタドーレス
4. ↑  コパ・リベルタドーレス5試合、FIFAクラブワールドカップ20252試合に出場
5. ↑  カンピオナート・カリオカ8試合出場1得点、スーペルコパ・レイ1試合に出場

### 代表
| ブラジル代表 | 国際Aマッチ | 国際Aマッチ |
| 年           | 出場        | 得点        |
| ------------ | ----------- | ----------- |
| 2025         | 2           | 0           |
| 通算         | 2           | 0           |

## タイトル
フラメンゴ
- コパ・ド・ブラジル : 2022, 2024
- コパ・リベルタドーレス : 2022
- カンピオナート・カリオカ : 2024, 2025
- スーペルコパ・ド・ブラジル : 2025